# Exoprosopa costalis
Exoprosopa costalis är en tvåvingeart som beskrevs av Macquart 1846. Exoprosopa costalis ingår i släktet Exoprosopa och familjen svävflugor. Inga underarter finns listade i Catalogue of Life.